# Jan Skowron (żołnierz)
Jan Skowron (ur. 25 kwietnia 1926 w Douai, zm. 12 września 2021 w Warszawie) – polski wojskowy, żołnierz francuskiego ruchu oporu i pułkownik dyplomowany ludowego Wojska Polskiego, dyplomata, kawaler orderu Virtuti Militari i Orderów Odrodzenia Polski.

## Życiorys
Urodził się w rodzinie Andrzeja (górnika) i Marianny z domu Kubik. Od sierpnia 1943 działał we Francuskich Siłach Wewnętrznych w północnej Francji, gdzie w stopniu sierżanta zajmował stanowisko dowódcy plutonu. Od lipca 1944 dowódca plutonu w kompanii Manukiana Wolnych Strzelców i Partyzantów.
Od października 1944 w składzie polskich formacjach wojskowych we Francji, gdzie otrzymał awans do stopnia podporucznika (12 maja 1945). Po zakończeniu działań wojennych na terenie Francji, po 4 listopada 1945 wraz z oddziałem wrócił do Polski. Ukończył Centrum Wyszkolenia Piechoty (gdzie kształcił się od grudnia 1945 do maja 1946) w stopniu kapitana i został mianowany dowódcą 1. batalionu w 34 Pułku Piechoty. Wraz z pułkiem brał udział w walkach z UPA (od maja 1946 do lipca 1947).
Absolwent Wyższej Szkoły Piechoty (gdzie kształcił się od marca 1948 do lutego 1949), a następnie w stopniu majora został skierowany do oddziału attaché wojskowego przy Sztabie Generalnym WP. Następnie ukończył Akademię Sztabu Generalnego i w stopniu podpułkownika rozpoczął pracę jako attaché wojskowy na placówkach dyplomatycznych w Rzymie (1960–1964), Laosie (1970–1971) i Algierze (1978–1982).
W latach 1982–1986 zajmował stanowisko szefa oddziału naukowej dokumentacji wojskowej i zespołu tłumaczy Sztabu Generalnego WP.
Jego pasją było malarstwo, jako artysta malarz był autorem licznych wystaw w kraju i poza granicami.
Zmarł 12 września 2021 w Warszawie.

## Odznaczenia
- Krzyż Srebrny Orderu Virtuti Militari[5]
- Krzyż Kawalerski Orderu Odrodzenia Polski[5]
- Krzyż Oficerski Orderu Odrodzenia Polski[5]
- Krzyż Komandorski Orderu Odrodzenia Polski[5]
- Order Krzyża Grunwaldu III kl.[5]
- Krzyż Walecznych[5]
- Złoty Krzyż Zasługi[5]
- Krzyż Partyzancki[5]
- Brązowy Medal „Zasłużonym na Polu Chwały”[5]
- Krzyż Oficerski Legii Honorowej[7]
- Krzyż Kawalerski Legii Honorowej[5]